# Liptovský Hrádok
 Liptovský Hrádok (njem. Neuhäusel in der Liptau, mađ. Liptóújvár) grad je u sjevernoj Slovačkoj u Žilinskom kraju. Upravno pripada okrugu Liptovský Mikuláš.

## Zemljopis
Regija Liptovskog Hrádoka graniči s Niskim Tatrama na jugu, a manji dio je omeđen sa Zapadnim Tatrama i Visokim Tatrama. Grad se smjestio na ušću rijeke Bele u Váh na nadmorskoj visini od 637 metara.

## Povijest
Centar starog grada Liptovský Hradok nastao je početkom 13. stoljeća. Grad je dobio ime po jednoj od tri kule, a sve tri smještene na području današnjeg grada. Kula Hrádok nalazila se na glavnom putu i imala je veliku povijesnu ulogu u ovome dijelu Slovačke.
Oko kule je osnovano prvo naselje sačinjeno od obitelji šumara. Godine 1728. gradi se skladište soli Mrovník. Jezgra naselja je postala ulica koja ide iz dvorca prema jugu.  Ulica je omeđena stablima lipe, što je tipično za cijeli grad, zasađene su 1777.

## Stanovništvo
| Godina:     | 1993.  | 2003.    | 2013.   | 2023.   |
| ----------- | ------ | -------- | ------- | ------- |
| Broj ljudi: | 10 934 | 8111     | 7608    | 7003    |
| Razlika:    |        | -25,81 % | -6,20 % | -7,95 % |

| Godina:     | 2022. | 2023.   |
| ----------- | ----- | ------- |
| Broj ljudi: | 7038  | 7003    |
| Razlika:    |       | -0,49 % |

Prema popisu stanovništva iz 2001. grad je imao 8.232 stanovnika.

### Etnička pripadnost
- Slovaci 97,11%
- Česi 1,37%
- Romi 0,72%
- Mađari 0,15%[6]

### Religija
- luterani 42,23%
- rimokatolici 31,74%
- ateisti 21,14%[6]

## Vanjske poveznice
- Službena stranica Grada

### Ostali projekti
|  | Zajednički poslužitelj ima još gradiva o temi Liptovský Hrádok |